# آلمینوپروفن
آلمینوپروفن (انگلیسی: Alminoprofen) یک داروی ضد التهابی غیر استروئیدی است.